# Abadia de Waterbeach
A Abadia de Waterbeach foi uma abadia em Waterbeach em Cambridgeshire, na Inglaterra. Foi estabelecido em 1294 por freiras da Segunda Ordem de São Francisco que vieram da Abadia de Longchamps na França, que também pelo menos inspirou a Abadia das Menores de Santa Clara sem Aldgate. Em 1351, a abadia propensa a inundações ficou fora de uso, as freiras mudaram-se para a abadia de Denny, nas proximidades. O local é um monumento antigo marcado.